# 2724 Orlov
2724 Orlov este un asteroid din centura principală, descoperit pe 13 septembrie 1978, de Nikolai Cernîh.